# Johann Hudemann
Johann Hudemann (* 12. Oktober 1606 in Wewelsfleth; † 27. März 1678 in Krempe) war ein deutscher evangelisch-lutherischer Pastor und Generalsuperintendent von Holstein und Schleswig.

## Leben

### Familie
Johann Hudemann war der jüngere Sohn des Pastors in der Trinitatiskirche in Wewelsfleth, Heinrich Hudemann des Älteren (1571–1626), und der Catharina Puls(ius), der Tochter des Amtsvorgängers seines Vaters. Sein älterer Bruder war der Dichter Heinrich Hudemann, der 1620 erst Diakon an der Gemeinde des Vaters wurde und 1626 dessen Nachfolger. Heinrich widmete seinem jüngeren Bruder eine Epode in seinem Hauptwerk Divitiae poeticae. Eine Schwester war mit dem Wewelsflether Diakon Nikolaus Lackmann verheiratet. Der Sozinianer Martin Ruarus war Hudemanns Cousin.
Vor 1644 heiratete er die Tochter des Pastors und Dichter Wilhelm Alard. Alard war Pastor in Krempe und wie Johann Hudemanns Vater und Bruder ein humanistischer Dichter. Der Sohn Johann Hudemann (1647–1696) wurde Pastor in Borsfleth. Zwei Töchter heirateten Pastoren.

### Wirken
Zu Michaelis 1622 begann Hudemann das Theologiestudium an der Universität Rostock, wo er sich als Ioannes Hudeman Wilstriensis Hols. einschrieb. Hudemann setzte sein Studium in Leipzig fort und wurde dort 1628 zum Magister promoviert.
1628/29 wurde Heinrich Hudemann während der Besatzung des Kirchspiels durch katholische Truppen ermordet. Nach dem Lübecker Frieden kehrte Johann Hudemann nach Wewelsfleth zurück, um die Nachfolge seines Bruders anzutreten. Zwar wünschte sich die Gemeinde den beliebten Diakon Nikolaus Lackmann als neuen Pastor, doch König Christian IV. setzte den erst 22-jährigen Hudemann ein, nachdem dieser sich ihm vorgestellt und vor ihm eine Predigt gehalten hatte. Diese frühe Beförderung in einer Zeit, in der viele Theologen zehn und mehr Jahre auf ihre erste Pfarrstelle warten mussten, verdankte er vermutlich auch der Berühmtheit seines frühverstorbenen Bruders. Bald nach Hudemanns Amtsantritt kam es wüsten Ausschreitungen in seiner Gemeinde, weil sich etliche Gemeindeglieder, die während der Besatzung geflohen waren, weigerten, Hudemann das Geld nachzuzahlen, das seinem Bruder im vergangenen Jahr als Abgaben zugestanden hatte. Die Stimmung war so aufgeheizt, dass der Kirchenhauptmann, der für Hudemanns Ansprüche eintrat, ermordet wurde. Ein zweites Mal unterstützte der König Hudemann und zwang die Unwilligen zur Zahlung. Trotz dieses unglücklichen Anfangs genoss Hudemann in seiner Gemeinde später so große Beliebtheit, dass diese ihn 1644 mit einem großzügigen Geschenk zum Bleiben bewegen wollte, als er als Adjunkt seines Schwiegervaters nach Krempe wechselte.
Hudemann war seit 1645 als Alards Nachfolger Hauptpastor in Krempe. 1648 erlebte er dort die Naturkatastrophe von Holstein. Bei diesem Unwetter wurde seine Pfarrkirche schwer beschädigt. Die Fertigstellung des neuen Turmes erlebt Hudemann 1654. Bereits seit 1652 war er Propst in Münsterdorf und Segeberg geworden, im folgenden Jahr auch in der Herrschaft Pinneberg. 1659 wurde er königlich holsteinischer Oberkircheninspektor. 1668 berief ihn König Friedrich III. zum Generalsuperintendent der königlichen Anteile im Herzogtum Holstein. 1673 ernannte ihn Christian V. auch zum Generalsuperintendent der königlichen Anteile im Herzogtum Schleswig. Alle diese Ämter verwaltete er bis zu seinem Tod zusätzlich zu seiner Pfarrstelle in Krempe.
1673 untersagte Hudemann dem jungen Hilfsprediger Matthias Knutzen das Predigen.

## Werk
Wie sein Vater, Bruder und Schwiegervater dichtete auch Johann Hudemann. Mit dem Wedeler Pastor und Dichter Johann Rist war er befreundet. Erhalten sind mehrere Ehrengedichte auf diesen, von denen eins in Rists Buch Holstein es vergiß nicht! aufgenommen wurde, das zur Erinnerung an die Naturkatastrophe von 1648 erschien. Er steuerte auch einige Beträge zu Rists Liedersammlung bei, der ihm im Gegenzug mehrere Werke widmete. Es sind zudem einige Leichenpredigten von ihm erhalten, darunter die, die er 1667 auf Rist über das von diesem zu Lebzeiten gewünschte Bibelwort „Gott, sei mir Sünder gnädig“ hielt.